# Sitamun
Sitamun, auch Sit-Amun oder Zatamun, eigentlich Satamun, war eine altägyptische Prinzessin der 18. Dynastie und die erstgeborene Tochter von König (Pharao) Amenophis III. und seiner Großen königlichen Gemahlin Teje.

## Titel

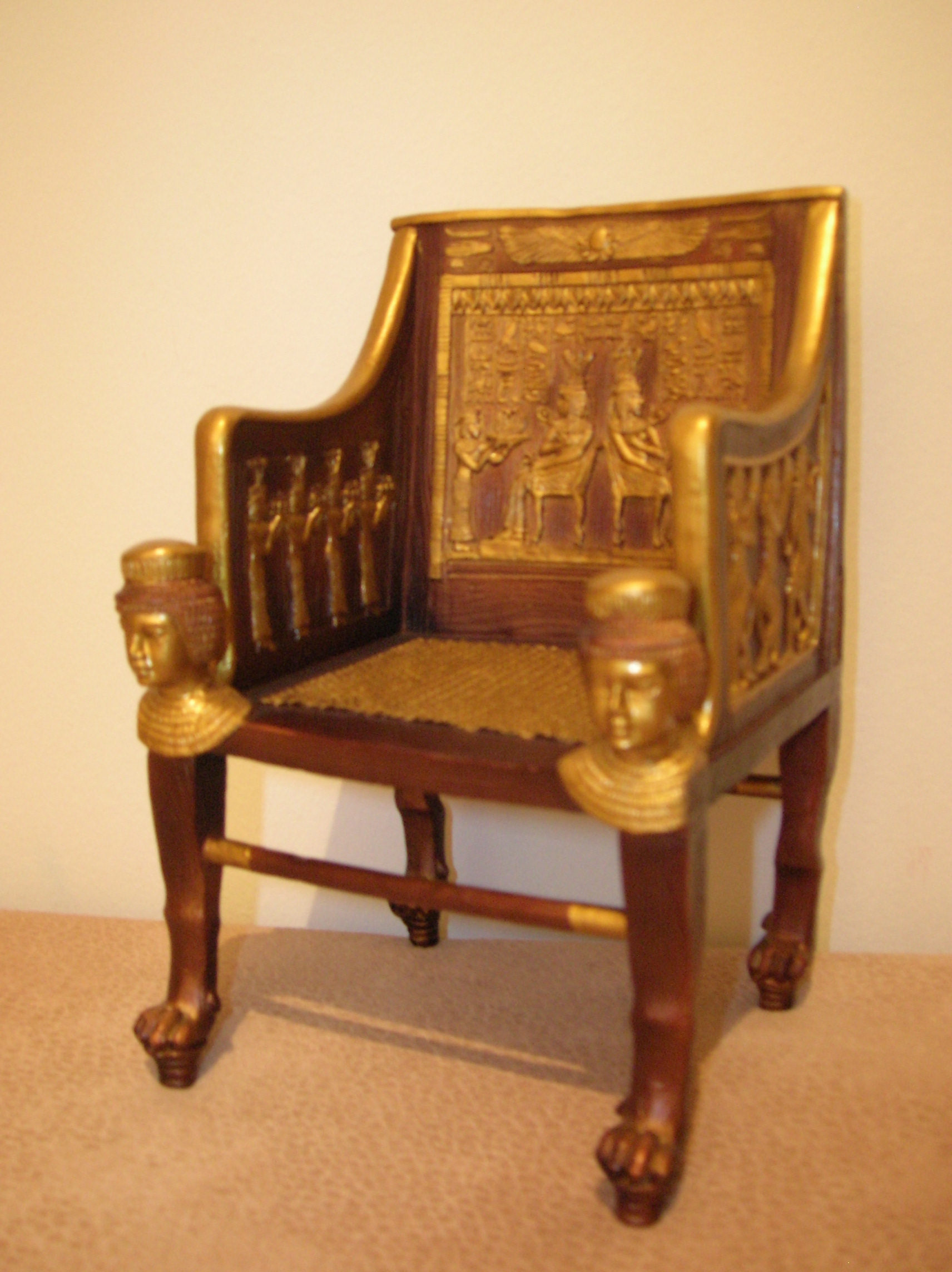
Replikat des Throns der Sitamun

1. Tochter des Königs, geboren von seinem Leib.
2. Große königliche Gemahlin des Königs, der sie liebt.
3. Herrin der beiden Länder.

## Belege
Objekte mit ihrem Namen sind relativ zahlreich. Im Grab (KV46) ihrer Großeltern Juja und Tuja befand sich ein Thron, der ihr gehörte und auf dem eine Dienerin dargestellt ist, die ihr das Gold der südlichen Länder überreicht. Ein anderer Thron aus demselben Grab zeigt sie vor ihrer Mutter Teje. Ein Reliefblock, der wahrscheinlich ihr Bild zeigt, stammt aus dem Totentempel von Amenophis II. Durch andere Funde ist belegt, dass Amenophis III. an diesem Tempel gebaut hat.

## Heirat
Vermutlich im 30. Regierungsjahr heiratete sie ihren Vater Amenophis III. und wurde, wie später ihre Schwester Isis, dessen „Große königliche Gemahlin“. Diese Heirat muss nicht unbedingt ein inzestuöses Verhältnis bedeuten, sondern konnte durchaus auch rituell-religiösen Charakter haben.

## Amarnazeit
Aus der Amarna-Zeit ist nichts über diese Prinzessin bekannt. Es gibt die These, sie sei mit Baketaton identisch und habe diesen neuen Namen unter der Herrschaft ihres Bruders Echnaton angenommen.